# Език на тялото
Език на тялото е вид невербална комуникация, при която се използва физическо поведение, за да се предаде информация. Това включва стойка на тялото, мимики, жестове, движение на очите, докосване и дистанциране.
Съществува както при хората, така и при животните. Психологът Албърт Мерабиън установява, че общото въздействие на едно послание 7% е словесно (само думи), 38% – вокално (височината на гласа, интонацията и други звукови характеристики) и 55% несловесно.

## Жестови снопове
Терминът „жестови снопове“ се използва за пръв път от Алан Пийз в неговата книга „Езикът на тялото“.
Той твърди, че знаците, които нашето тяло предава невербално идват на снопове и че най-голямата грешка за един новак в езика на тялото е да съди за някого само от един от неговите жестове.
Типичен жестов сноп при лъжата е:
1. докосване до носа или устата;
2. намаляване на илюстраторските жестове;
3. по-бързо или по-бавно говорене от обикновено (ако лъжата е готова или в момента се измисля);
4. знаци, означаващи „не знам“ (казвайки „сигурен съм че...“, си повдигаш рамото или долната устна).

Всички тези знаци идват на снопове с поне още един от другите. Самостоятелно могат да съществуват знаците тип „не знам“.

## Мимики
Един от най-известните експерти по език на тялото е д-р Пол Екман – той е един от основателите на тази наука.
Той и неговият колега Фризен провеждат тестове с аборигени от Нова Гвинея – хора от племето фори, които нямат контакт с външния свят. Екман и Фризен избрали произволно 200 възрастни и 130 деца измежду 11 000 аборигени, на които показвали три фотографии на лице на „бял човек“ в момент на различни емоции. Целта е да се определи дали тези експресии на лицето са универсални. Аборигените са разпознавали емоциите правилно. 92% от тях са открили чувството на радост, 85% – на гняв, 80% – на страх. Най-сложно се оказало чувството на учудване, което са определили само 68% от участниците. Сега тези емоции се наричат базови емоции като към първоначалните 6 е добавена и още една (ненавист): страх, щастие, гняв, отвращение, ненавист, тъга, изненада.
Оттогава насам тази наука се развива с бързи темпове. Вече на почти всички летища има обучени хора, които да разпознават нагласата на даден човек за извършването на дадено действие. Понякога емоциите могат да се комбинират.